# Ishkashim (distrikt)
Ishkashim eller Eshkashim (persiska: اِشکاشِم) är ett distrikt i Afghanistan. Det ligger i provinsen Badakhshan, i den nordöstra delen av landet, 300 kilometer nordost om huvudstaden Kabul. Administrativ huvudort är Ishkashim.
Distriktet beräknades år 2022 ha cirka 16 000 invånare.
Marco Polo (1254-1324) beskriver i sin reseberättelse en stad som heter Scassem som eventuellt är Ishkashim, men kan också vara Keshem. Han beskriver Scassem:
| ”            | [..] Den regeras av en härskare vars titel hos oss motsvarar baron eller greve. Han äger också andra städer och fasta orter bland bergen. Mitt igenom staden strömmar en tämligen stor flod. Här finns liggsvin som rullar ihop sig då jägaren hetsar sina hundar på dem [...] Människorna i detta land talar sitt särskilda språk. Herdarna som vaktar boskapen lever bland bergen och bor i hålor som de ställer i ordning åt sig, vilket inte är så svårt arbete eftersom kullarna inte består av sten utan av jord [...] | „ |
| – Marco Polo | |   |